# 布鲁克林博物馆
布鲁克林博物馆（英語：Brooklyn Museum）位于美国纽约布鲁克林区，是一座综合性的艺术、历史博物馆。佔地560,000平方英尺（52,000平方），本博物馆的實際容量是紐約市第三大，大約收藏一百五十萬件藝術品。其著名藏品包括古埃及艺术品和许多现代艺术品，其建筑风格为布雜藝術。

## 外部連結
- 官方网站
- Brooklyn Museum records, 1823-1963 （页面存档备份，存于） from the Smithsonian Archives of American Art（英语：Archives of American Art）.
- Brooklyn Museum Building Online Exhibition （页面存档备份，存于）